# Chartographa praemutans
Chartographa praemutans là một loài bướm đêm trong họ Geometridae.